# Namurotypus sippeli
Namurotypus sippeli (лат.) — ископаемый вид гигантских стрекозообразных насекомых из семейства Namurotypidae. Единственный представитель рода Namurotypus, единственного в семействе Namurotypidae. Известен по голотипу-отпечатку в сланце (песчанике) Sippel D-5828 N 1000, найденному в карьере Hagen-Vorhalle (коллекция FMW), в отложениях конца каменноугольного периода Западной Европы (Германия) (321,3—320,0 миллионов лет назад). Namurotypus sippeli имел переднее крыло длиной 15 см и не имел вторичных мужских половых органов, как у современных стрекоз.